# Friedrich Gottlob Schulze

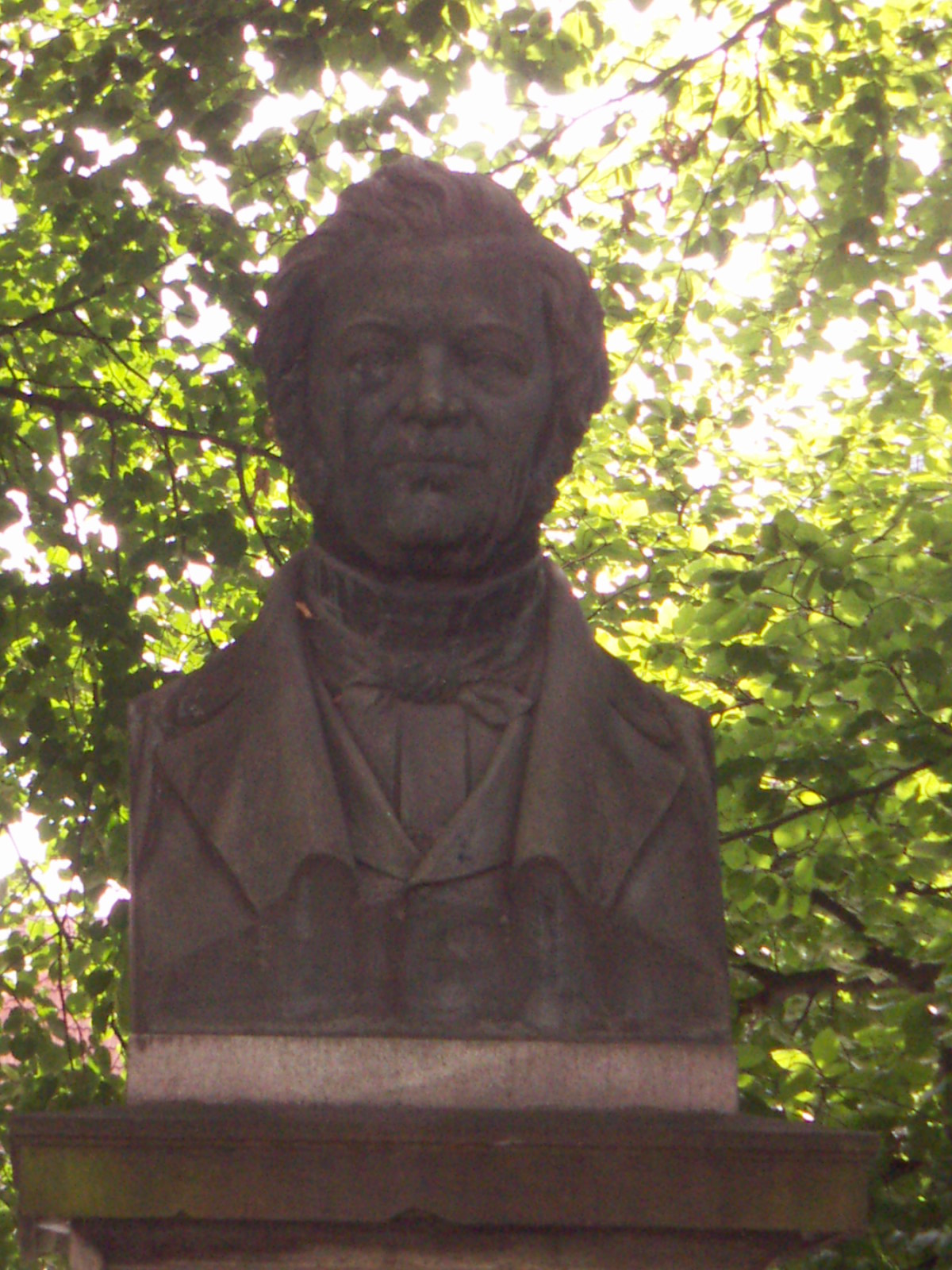
F.G. Schulze, byst i Jena.

Friedrich Gottlob Schulze, född 28 januari 1795 i Gävernitz vid Meissen, död 3 juli 1860 i Jena, var en tysk nationalekonom. Han var far till  Hermann von Schulze-Gävernitz och farfar till Gerhard von Schulze-Gaevernitz.
Schulze studerade i Leipzig och Jena, blev 1817 godsförvaltare, 1819 docent i Jena och 1821 professor där. Han grundade 1826 ett lantbruksinstitut i Jena, som fick stor betydelse för det tyska lantbrukets utveckling. År 1832 kallades han till Greifswald, i vars närhet, i Eldena, han grundade ett liknande institut, men 1839 återvände han till Jena som professor i statsekonomi. Han hade förtjänsten av att ge lantbruksvetenskapen en nationalekonomisk grund. Han utgav åtskilliga skrifter, däribland Das Wesen und Studium der Kameralwissenschaft (1826) och Nationalökonomie oder Volkswirtschaftslehre (1856).